# تونغداينغ
تونغداينغ ((بالتايلندية: ทองแดง)‏; 7 نوفمبر 1998 – 26 ديسمبر 2015)  كانت كلبة بلون النحاس الكلب وإحدى الحيوانات الأليفة التي كان يملكها ملك تايلاند بوميبول ادولياديج.

## حياتها
تبنى الملك تونغداينغ في عام 1998 من جراء إحدى الكلاب الضالة التي أخذت للمركز الطبي الذي كان الملك قد افتتحه مؤخرا. معنى اسمها «النحاس» في التايلاندية، نسبة إلى لونها. في عام 2006، تم إصدار مجموعة من أربعة طوابع بريدية تحمل صورة تونغداينغ.
فال فيها الملك بوميبول بأنها «كلبة عادية غير عادية»، وفي عام 2002 كتب سيرتها الذاتية بعنوان «قصة تونغداينغ (เรื่อง ทองแดง)». يشار إلى الكتاب بأنه عبارة عن أمثال عن العديد من الموضوعات الاجتماعية. على سبيل المثال،  كتب الملك أن «تونغداينغ كلبة محترمة حسنة الخلق، فهي متواضعة وتعرف البروتوكول. كانت دائما تجلس في مستوى أدنى من الملك، حتى عندما ينتشلها إلى الأعلى لاحتضانها، كانت تونغداينغ تخفض نفسها إلى أسفل على الأرض، وتدلي أذنيها بطريقة محترمة، كما لو كانت تقول: 'لا أجرؤ.'»
كانت أسماء جميع الكلاب التي امتلكها الملك تبدأ بكلمة «ثونغ» (أي ذهب).
الكتاب المؤلف من 84 صفحة نشر باللغتين التايلاندية والإنجليزية، وبيعت منه الطبعة الأولى (100,000 نسخة) بسرعة في تايلاند. ولأن الطلب على الكتاب كان عاليا جدا، أصبح هدية قيمة،  وأعيد طبعه مرات عديدة.

## قانون الحماية منالعيب في الذات الملكية
اتهم عامل مصنع اسمه تاناكورن سيريبايبون في سن 27   في عام 2015 بإهانة الملك عبر منشور «ساخر» على فيسبوك عن تونغداينغ، تحت قانون  العيب في الذات الملكية. أبلغ محاميه أنون نومبا جريدة  «إنترناشيونال نيويورك تايمز» أن تهمة «لم مفصلة دقيقة إهانة نحو الحيوان». بانكوك-تقوم الطابعة من «إنترناشيونال نيويورك تايمز» إزالة القصة من 14 كانون الأول / ديسمبر 2015 النسخة المطبوعة من الصحيفة. إذا أدين، Siripaiboon يمكن أن يواجه ما يصل إلى حد أقصى قدره 37 عاما في السجن.
ووفقا لهيئة الإذاعة البريطانية، قال المدعي العام إن سيريبايبون قد نشر عدة صور للكلبة على فيسبوك بطريقة أوحت بالسخرية من الملك، كما وتم اتهامه بال«إعجاب» بصورة مفبركة للملك التايلندي كان قد نشرها مستخدم آخر. في النهاية، أسقطت القضية.

## في وسائل الإعلام
تم إنتاج فيلم على أساس السيرة الذاتية لتونغداينغ خون تونغداينغ: الإلهام (คุณทองแดงดิอินสไปเรชันส์), صدر في نوفمبر 2015.